# Ramselegut

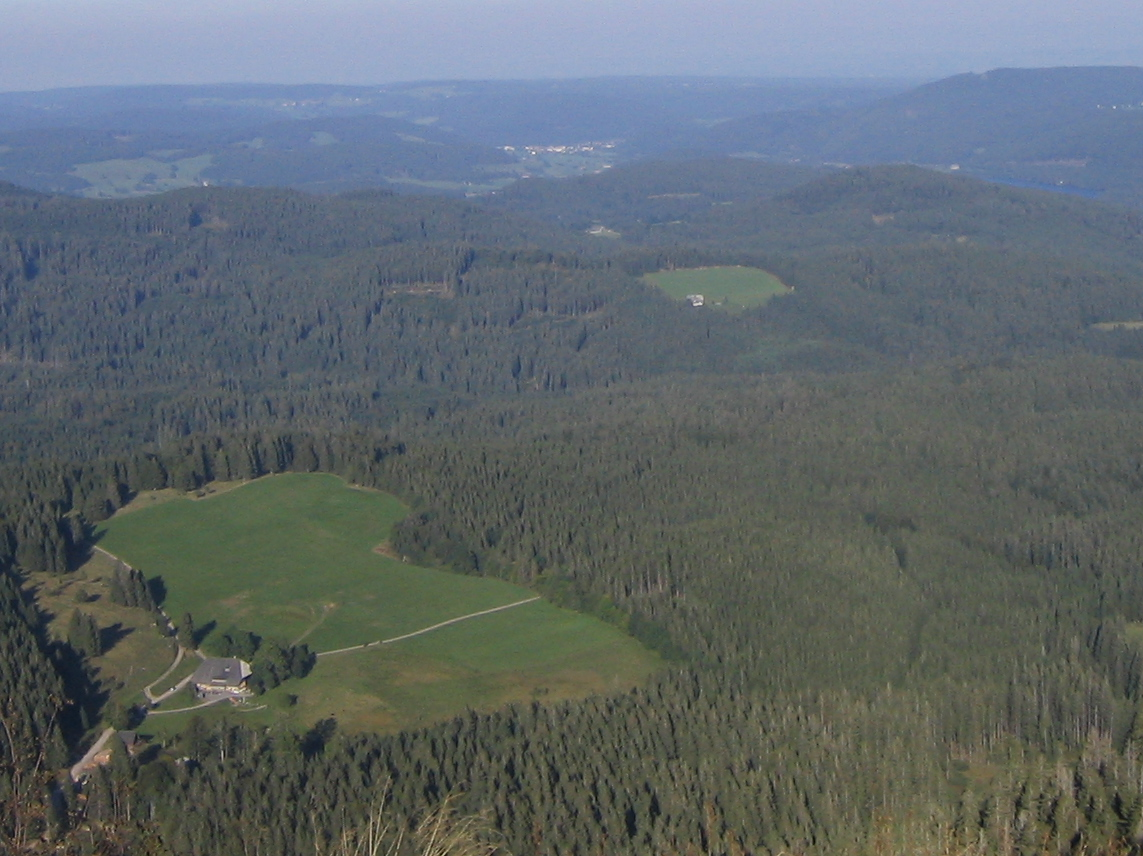
Raimartihof (vorn) und Ramselegut vom Seebuck aus gesehen

Ramselegut ist ein Wohnplatz im Ortsteil Rotwasser der Gemeinde Hinterzarten unweit von Feldberg-Bärental unterhalb der Ramselehöhe (1113 m) und dem Steiertenkopf (1076 m) im Hochschwarzwald und besteht aus dem  Ramselehof.
Als Ramsele wird im Schwarzwald der Flügelginster bezeichnet, der laut Ekkehard Liehl auf der Ramselehöhe „am üppigsten“  blüht und im Gegensatz zu seinem größeren Verwandten, dem im Dreisamtal verbreiteten  Besenginster (Ramse), zwischen 900 und 1200 Metern Höhe überleben kann.
Das Ramselegut entstand, als Joseph Imberi seinen Imberihof 1778 an Joseph und Ulrich Riesterer aus Kirchhofen verkaufte. Er „baute für sich ein Häusle wozu er ein Gütle vorbehielt, und heißt nun der Ramselebauer“. Sein jüngster Sohn, Lorenz Imberi (* 1778), erbte aufgrund des Minorats das Gut. Er verkaufte es 1821 an Johann Hercher aus Oberried. Gemäß Gesetz vom 5. Oktober 1820 vereinbarte Hercher, wie die restlichen Drittelspflichtigen des Ortes, im August 1829 für 22 Gulden und 28 Kreuzer in zwei Jahresraten die Drittelsablösung vom Großherzogtum Baden.
Herchers Nachfahren leben noch heute auf dem Gut, dessen Größe 1937 mit 6,84 Hektar angegeben wurde.